# 羅滕施維爾

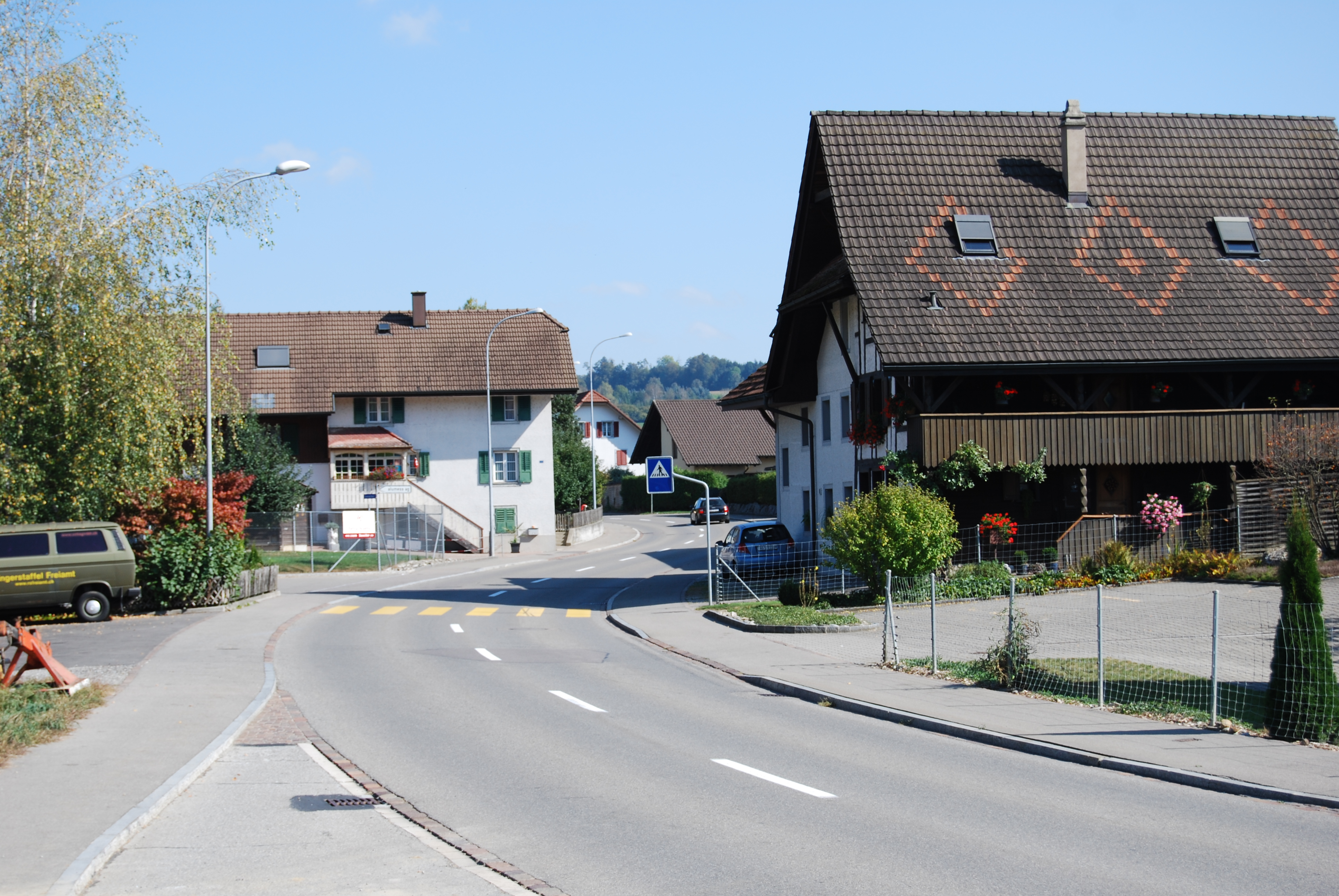

羅滕施維爾是瑞士的城鎮，位於該國北部，由阿爾高州負責管轄，面積4.49平方公里，海拔高度387米，2012年人口807，六成人口信奉羅馬天主教，人口密度每平方公里180人。